# لی سانگ-وو (بازیگر)
لی سانگ-وو (کره‌ای: 이상우؛ زادهٔ ۱۳ فوریه ۱۹۸۰) بازیگر اهل کره جنوبی است. شهرت او به خاطر ایفای نقش در مجموعه تلویزیونی باشگاه همسران اول افزایش پیدا کرد و پس از آن، نقش اصلی در جادهٔ خانه (۲۰۰۴)، تردید نکن (۲۰۰۹) و زندگی زیباست (۲۰۱۰) ایفا کرد.

## حرفه
لی سانگ-وو حرفهٔ بازیگری خود را در سال ۲۰۱۵ با بازی در یکی از قسمت‌های دراما سیتی و ایفای نقش کوتاهی در مجموعه تلویزیونی ۱۸ در برابر ۲۹ آغاز کرد. به دنبال آن او نقش‌های مکمل در تلویزیون بازی کرد و نخستین کار سینمایی خود را در یک فیلم کمدی رمانتیک به نام تقریباً عشق در کنار بازیگران کوان سانگ-وو و کیم ها-نول انجام داد. در طی این زمان، او به عنوان یکی از سه نقش اصلی در فیلم مستقل به پشت سر نگاه نکن ایفای نقش کرد که فیلم اختتامیه جشنواره بین‌المللی فیلم جونجو در همان سال بود و جایزه منتقدان در جشنواره بین‌المللی فیلم لوکارنو را برنده شد.

## زندگی شخصی
لی سانگ-وو با بازیگر کیم سو-یون در ژوئن ۲۰۱۷ ازدواج کرد. رابطهٔ عاشقانهٔ آنها از سال ۲۰۱۶ شروع شد. این زوج نخستین بار یکدیگر را در درام آخر هفته‌های ام‌بی‌سی به نام خانهٔ شاد ملاقات کرده بودند.

## فیلم‌شناسی

### فیلم
| سال  | عنوان                        | نقش          | توضیحات | منابع |
| ---- | ---------------------------- | ------------ | ------- | ----- |
| ۲۰۰۶ | تقریباً عشق                   | مون یونگ-هون |         |       |
| ۲۰۰۶ | به پشت سر نگاه نکن           | گون-وو       |         |       |
| ۲۰۰۸ | قلب سیاه (فراتر از همهٔ جادو) | جون          |         |       |
| ۲۰۰۹ | در جستجوی فیل                | جین-هیوک     |         |       |
| ن/م  | هتل                          | آقای یون     |         | [ ۴ ] |

### مجموعه تلویزیونی
| سال       | عنوان                             | نقش                  | توضیحات                        | منابع |
| --------- | --------------------------------- | -------------------- | ------------------------------ | ----- |
| ۲۰۰۵      | دراما سیتی «هیچ‌کس مرا دوست ندارد» | Jo Seung-joo         |                                |       |
| ۲۰۰۵      | ۱۸ در برابر ۲۹                    | کانگ بونگ-کیو        |                                |       |
| ۲۰۰۵      | آیا می‌توان عاشق شد؟               | لی سانگ-وو           |                                |       |
| ۲۰۰۷      | ۹ آخر ۲ بیرون                     | لی جون-مو            |                                |       |
| ۲۰۰۷      | باشگاه همسران اول                 | کو سه-جو             |                                |       |
| ۲۰۰۹      | جادهٔ خانه                         | یو هیون-سو           |                                |       |
| ۲۰۰۹      | تردید نکن                         | هان ته-وو            |                                |       |
| ۲۰۱۰      | زندگی زیباست                      | کیم کیونگ-سو         |                                |       |
| ۲۰۱۱      | به عشق باور داشته باش             | هان سونگ-وو          |                                |       |
| ۲۰۱۱      | هزار سال عهد                      | جانگ جه-مین          |                                |       |
| ۲۰۱۲      | مهمانی خدایان                     | کیم دو-یون           |                                |       |
| ۲۰۱۲      | دکتر اسب                          | لی سونگ-ها           |                                |       |
| ۲۰۱۲      | راحتی بدون فرزند                  | ها این چول           | حضور افتخاری                   |       |
| ۲۰۱۳      | الهه ازدواج                       | کیم هیون-وو          |                                |       |
| ۲۰۱۳      | یک جهان گرم                       | کیم سونگ-سو          |                                |       |
| ۲۰۱۴      | بیا بخوریم                        | کیل سونگ-وو          | حضور افتخاری (قسمت ۸)          |       |
| ۲۰۱۴      | روز پرافتخار                      | سو جه-وو             |                                |       |
| ۲۰۱۵      | جامعه عالی                        | جانگ کیونگ-جون       | حضور افتخاری (قسمت ۱–۴، ۱۵–۱۶) |       |
| ۲۰۱۵      | همه چیز دربارهٔ مادرم              | کانگ هون-جه          |                                |       |
| ۲۰۱۶      | خانهٔ شاد                          | سو جی-گون            |                                |       |
| ۲۰۱۷      | دختر و پسر قرن بیستم              | آنتونی / لی چول-مین  |                                |       |
| ۲۰۱۸      | همین حالا باهام ازدواج کن         | جونگ اون-ته          |                                |       |
| ۲۰۱۹      | نوازش قلبت                        | کیم سه-وون           |                                |       |
| ۲۰۱۹      | مادر من                           |                      | حضور افتخاری (قسمت ۱)          |       |
| ۲۰۱۹      | باغ طلایی                         | چا پیل-سونگ          |                                |       |
| ۲۰۲۱      | پنت‌هاوس: جنگ در زندگی ۲           | خبرنگار سون هیون-جین | حضور افتخاری (قسمت ۲ و ۴)      | [ ۵ ] |
| ۲۰۲۱–۲۰۲۲ | دایی                              | جو کیونگ-ایل         |                                | [ ۶ ] |
| ۲۰۲۲      | ستاره‌های دنباله‌دار                | هان سونگ-ایل         | حضور افتخاری (قسمت ۴)          | [ ۷ ] |
| ۲۰۲۲–۲۰۲۳ | بالن قرمز                         | گو جی-وون            |                                | [ ۸ ] |

### مجموعه اینترنتی
| سال  | عنوان          | نقش | توضیحات                       | منابع |
| ---- | -------------- | --- | ----------------------------- | ----- |
| ۲۰۲۰ | دلباخته در شهر | بین | حضور افتخاری (قسمت ۱، ۳–۴٬۱۲) | [ ۹ ] |

### برنامه تلویزیونی
| سال  | عنوان             | نقش               | توضیحات              | منابع  |
| ---- | ----------------- | ----------------- | -------------------- | ------ |
| ۲۰۱۷ | بیرون پتو خطرناکه | عضو گروه بازیگران |                      |        |
| ۲۰۲۱ | پادشاه گلف        | عضو گروه بازیگران | فصل ۱                | [ ۱۰ ] |
| ۲۰۲۲ | پادشاه گلف        | کارآموز ویژه      | فصل ۳; قسمت ویژه دبی | [ ۱۱ ] |

### موزیک ویدئو
| سال  | نام آهنگ                                | آرتیست          |
| ---- | --------------------------------------- | --------------- |
| ۲۰۰۴ | «بهانه جویی» (Nitpicking)               | کیم گون-مو      |
| ۲۰۰۷ | «دوست داشتن یک نفر» (Loving One Person) | اوه هیون-ران    |
| ۲۰۰۷ | «فرشتهٔ من» (My Angel)                   | فلای تو د اسکای |
| ۲۰۰۷ | «امروز هم زیباست» (Pretty Today Too)    | فلای تو د اسکای |